# Arrou
Arrou ist eine Ortschaft und eine Commune déléguée in der französischen Gemeinde Vald’Yerre mit 1.432 Einwohnern (Stand: 1. Januar 2018) im Département Eure-et-Loir in der Region Centre-Val de Loire.

## Geografie
Arrou liegt 45 Kilometer südwestlich von Chartres zwischen den Landschaften La Beauce und Le Perche. Durch Arrou fließt die Yerre, ein rechter Nebenfluss des Loir.

## Geschichte
Der Name Arro wird erstmals im Jahre 1125 genannt. Dieser Begriff geht auf das keltische Atur-Arum zurück, wobei Aturra die Bezeichnung für den Fluss Yerre war. Atur-Arum bedeutet wohl ‚die Furt an der Yerre‘. Aus Arro entwickelte sich um 1135 Arrei, dann Arresi um 1140, Arrotum um 1192, Arreis im Jahre 1209, Arou im Jahre 1643 und schließlich seit 1736 das heutige Arrou.
Die Herrschaft Arrou verdankt seine Entstehung der fränkischen Königin Clotilde, welche das Lehen im 6. Jahrhundert den Mönchen der Abtei Saint-Père de Chartres vermachte. Bis zur Teilung des Fränkischen Reiches im 9. Jahrhundert kamen die Mönche in den Genuss von erheblichen Einnahmen, von denen sie vermutlich einen Teil an die Barone der Provinz Perche-Gouët weiterreichten, um diese für ihren Einsatz gegen die Eindringlinge aus dem Norden zu entschädigen. Um das Jahr 1000 endete die Dominanz der Mönche und es folgten weltliche Herren.
Die Gemeinde Arrou wurde am 1. Januar 2017 mit Boisgasson, Châtillon-en-Dunois, Courtalain, Langey und Saint-Pellerin zur neuen Gemeinde Commune nouvelle d’Arrou (seit 1. Januar 2023 Vald'Yerre) zusammengeschlossen. Sie gehörte zum Kanton Brou im Arrondissement Châteaudun.

### Bevölkerungsentwicklung
| Jahr      | 1962 | 1968 | 1975 | 1982 | 1990 | 1999 | 2008 | 2012 | 2018 |
| Einwohner | 1836 | 1957 | 1841 | 1825 | 1777 | 1770 | 1683 | 1651 | 1432 |

## Verkehr
Seit 1883 ist Arrou an das nationale Bahnnetz angeschlossen. Ursprünglich führte die Strecke lediglich von Brou nach Courtalain, heute von Chartres nach Bordeaux-Saint-Jean (Bahnstrecke Chartres–Bordeaux).

## Sehenswürdigkeiten

### Festung Bois-Ruffin

#### Geschichte
Der Name Bois-Ruffin (Bois bedeutet ‚Wald‘) erscheint zum ersten Mal im 5. Jahrhundert. Im 6. Jahrhundert stiftete Königin Clotilde das Land den Mönchen von Chartres. Im 13. Jahrhundert gehörte das Plateau den Herren von Perche Gouët, bevor es den Herren von La Bruyère übertragen wurde. Nicolas III. de la Bruyère ließ zwischen 1240 und 1250 an der Stelle einer älteren Festung, welche zur Zeit der Normanneneinfälle errichtet wurde, eine neue Burg errichten. Die Familie blieb bis zum Tod ihrer letzten Vertreterin Jeanne um das Jahr 1400 im Besitz des Gutes. Im Hundertjährigen Krieg wurde die Festung von den Burgunder Herzögen belagert und 1417 eingenommen, aber bereits 1421 fiel es an die französische Krone zurück. In der frühen Neuzeit gehörte es bis ins 16. Jahrhundert der Familie d’Avaugour. Im 17. Jahrhundert übernahm François de Montmorency-Fosseux die inzwischen stark verfallene und unbewohnbar gewordene Burg. Sein Sohn Léon errichtete auf dem Grundstück eine Kapelle. Während der Französischen Revolution musste Anne Léon II. de Montmorency-Fosseux exilieren und das Gut wurde vom Staat eingezogen und im Jahre 1794 verkauft. 1866 erwarb Marquise Gontaut-Biron das Land zurück. Schließlich wurde es 1922 an einen örtlichen Bauer verkauft. Die Burg steht seit 1924 unter Denkmalschutz.

#### Beschreibung
Die Festung ist in zwei Hälften unterteilt: einem mit Mauern umgebenen Hof und dem Burgkomplex. Der Hof war ursprünglich mit einer Palisade geschützt; heute erreicht man ihn über eine kleine Brücke. Die Gebäude um den Hof sind weitgehend zerstört nur die Kapelle aus dem 17. Jahrhundert ist übrig geblieben. Zwischen dem Hof und der zweistöckigen Burg liegt ein Wassergraben. Im Zentrum des Burgkomplexes ragt der vierstöckige Donjon empor. Die Fußböden und die Treppen sind nicht erhalten geblieben.

### Kapelle Saint-Benoît
Die Kapelle Chapelle Saint-Benoist liegt rund 8 km vom Dorfkern entfernt im Wald Forêt de Bois-Ruffin und wurde 1136 von den Mönchen der Benediktiner-Abtei von Thiron-Gardais errichtet. Der Gatte einer Herrin von Gouët, namentlich Jérémie de l’Isle, Herr von Brou und von Bois-Ruffin, stiftete dazu ein drei Hektar großes Grundstück. Im Gegenzug hatten die Mönche das Gebiet zu roden und eine Kapelle zu errichten. 1792, während der Französischen Revolution wurde die Kapelle an eine Bauernfamilie verkauft. Sie diente dann rund siebzig Jahre als Scheune, bevor sie von einem Priester zurückgekauft und der Pfarrei gestiftet wurde. In den Jahren 1938 und 1990 wurde der Bau renoviert.

### Weitere Baudenkmäler
- Die Kirche Église Saint-Lubin dessen romanisches Hauptschiff auf das 12. Jahrhundert zurückgeht. Die gotischen Seitenschiffe wurden im 15. Jahrhundert ergänzt und der Renaissance-Turm stammt aus dem 17. Jahrhundert.

- Das Schloss Château de la Brunetière war lange in Besitz der Familie Dimier de Châteaudun.

- Auf der vormaligen Gemeindegrenze zu Courtalain steht das Schloss Courtalain.

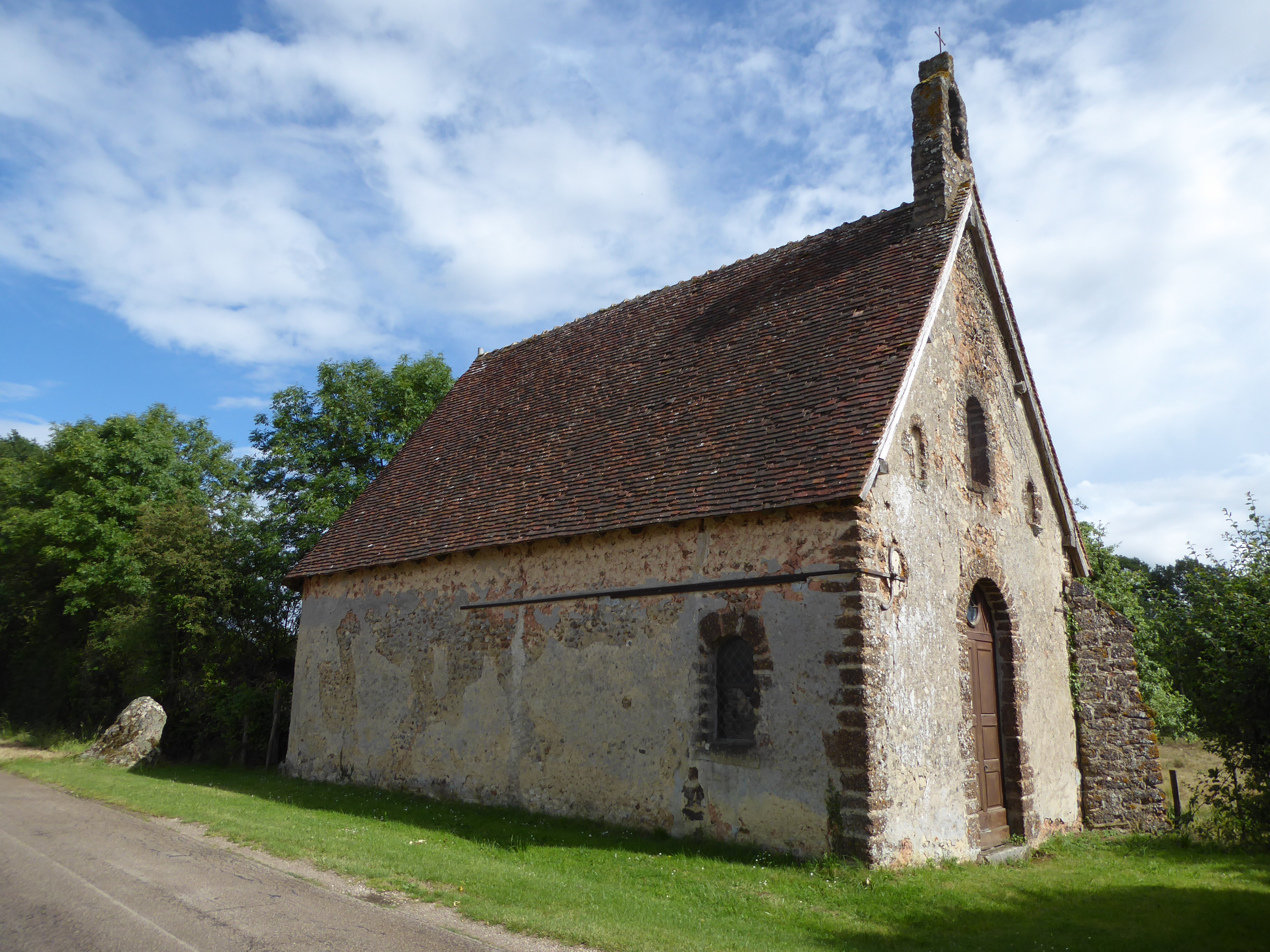
Kapelle Saint-Benoît
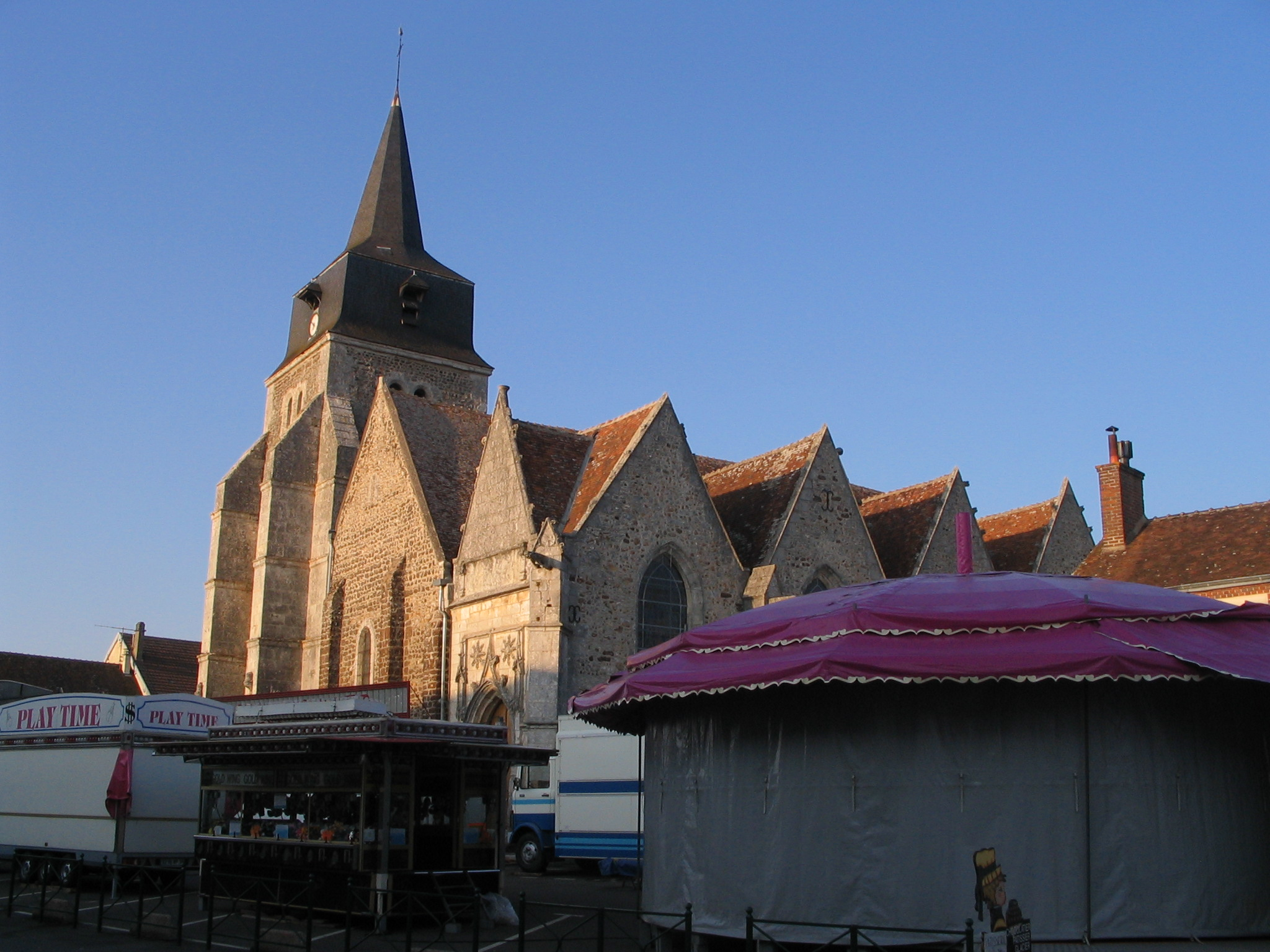
Kirche Saint-Lubin
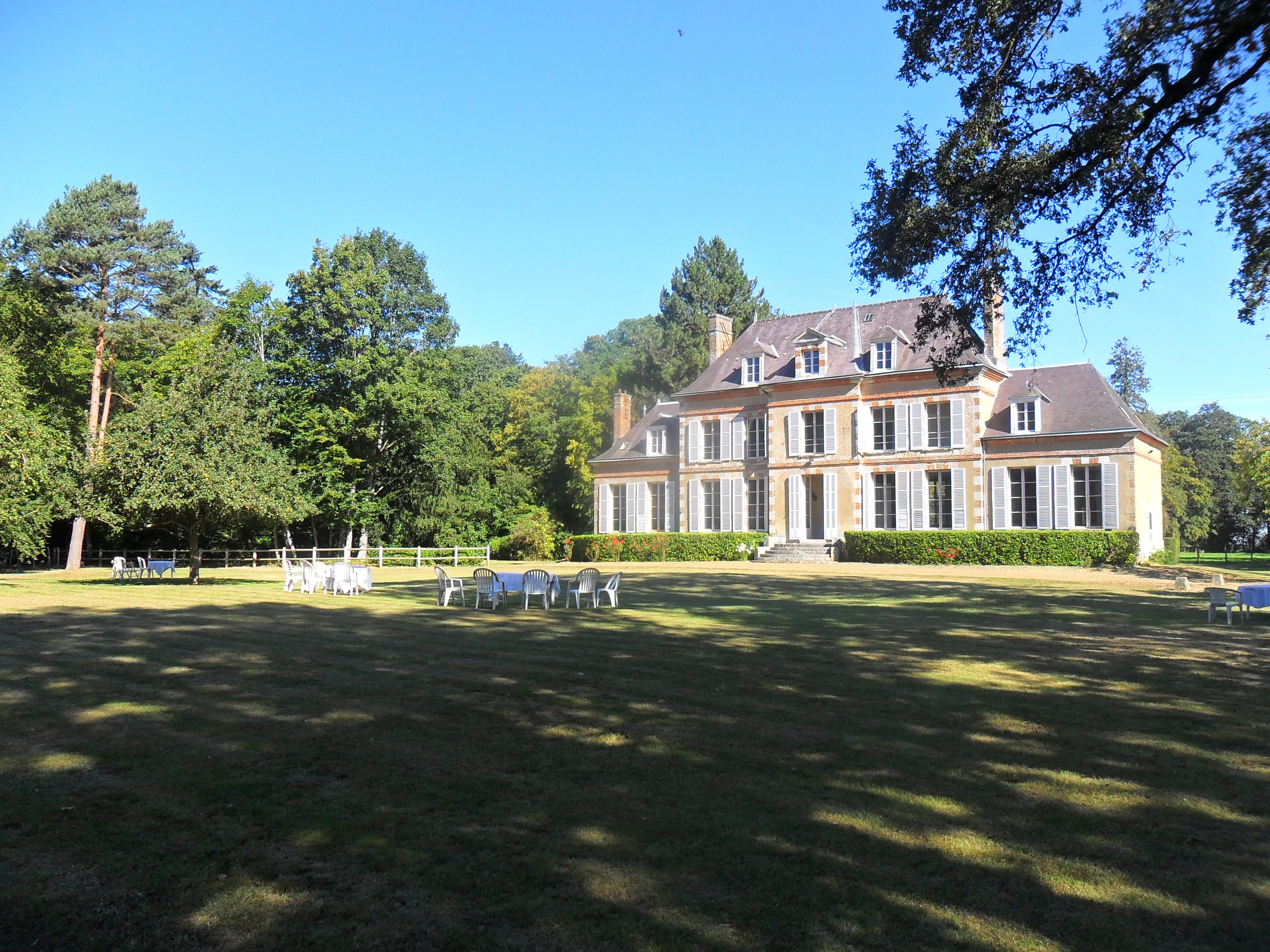
Schloss Bois-Méan

## Persönlichkeiten
- Catherine Bellier (1614–1689), starb in Arrou (nach anderen Quellen in Paris).
- Anne Léon II. de Montmorency-Fosseux (1731–1799), Herr von Arrou und Bois-Ruffin.

## Ortspartnerschaft
- Bromskirchen (Hessen), Deutschland